# Sanshiro

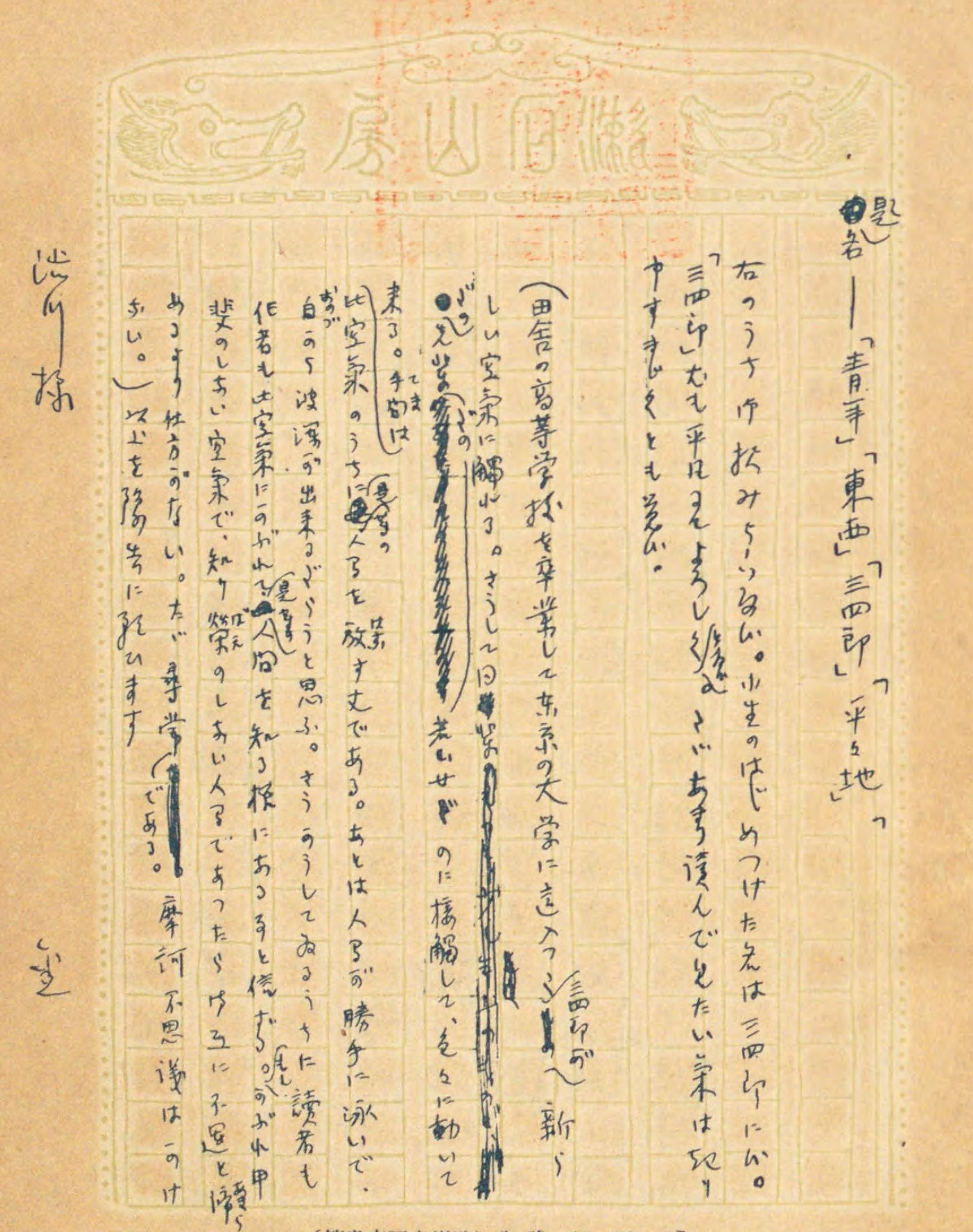
Manuscrito original de la obra.

Sanshiro (三四郎) es una novela del escritor japonés Natsume Sōseki de 1908, traducida al español por Yoshino Ogata y publicada en España por Editorial Impedimenta en 2009.

## Argumento
Sanshiro es un chico de una pequeña localidad de la isla japonesa de Kyushu que viaja a Tokio para estudiar en la universidad. Sanshiro se mostrará perplejo ante su nuevo medio y la singular galería de personajes tokiotas con la que se encuentra, de entre los que destaca el pícaro Yojiro, cuya relación de amistad meterá a Sanshiro en algún que otro lío.
- Datos: Q9073935